# Angraecum striatum
Angraecum striatum Thouars, 1822 è una pianta della famiglia delle Orchidacee, endemica dell'isola di Riunione.

## Descrizione
È una orchidea epifita con fusto breve, eretto, a crescita monopodiale, privo di pseudobulbi, interamente avvolto dalle guaine foliari, con foglie ligulate, di colore verde scuro.
I fiori, bianchi e carnosi, sono riuniti in infiorescenze racemose che originano dalle ascelle foliari, e sono dotati di un corto sperone di colore verdastro.

## Biologia
A differenza della maggior parte delle specie congeneri, che si riproducono grazie alla impollinazione entomofila da parte di farfalle notturne della famiglia Sphingidae, A. striatum ha un meccanismo di riproduzione legato alla impollinazione ornitogama, ad opera di un uccello della famiglia Zosteropidae (Zosterops borbonicus).

## Distribuzione e habitat
La specie è endemica dell'isola di Riunione (arcipelago delle Mascarene, oceano Indiano).